# Ingeborg-Bachmann-Preis 1984
Der Ingeborg-Bachmann-Preis 1984 war der achte Wettbewerb um den Literaturpreis. Die Veranstaltung fand im Klagenfurter ORF-Theater des Landesstudios Kärnten statt.

## Autoren
- Jochen Beyse
- Gerd-Peter Eigner
- Wolf-Dieter Eigner
- Jörg Fauser
- Josef Haslinger
- Wolfgang Hegewald
- Michael Köhlmeier
- Marcel Konrad
- Jörg Krichbaum
- Hans-Jürgen Kühn
- Norbert Loacker
- Helen Meier
- E. Y. Meyer
- Erica Pedretti
- Ernst Alexander Rauter
- Evelyn Schlag
- Eva Schmidt
- Kristin T. Schnider
- Renate Schostack
- Beat Sterchi
- Harald Strätz
- Thomas Strittmatter
- Ralf Thenior
- Keto von Waberer
- Peter Weibel
- Gabrielle Weigand

## Juroren
- Humbert Fink
- Gertrud Fussenegger
- Martin Gregor-Dellin
- Peter Härtling
- Walter Hinck
- Walter Jens
- Wolfgang Kraus
- Manfred Mixner
- Klara Obermüller
- Marcel Reich-Ranicki
- Friederike Roth

## Preisträger
- Ingeborg-Bachmann-Preis (dotiert mit 120.000 ÖS): Erica Pedretti für „Das Modell und sein Maler“
- Sonderpreis der Klagenfurter Jury (dotiert mit 75.000 ÖS): Renate Schostack für „Ansprache an Schwester Benedicta“
- Preis der Industriellenvereinigung (dotiert mit 60.000 ÖS): Wolfgang Hegewald für „Burgenland“
- Ernst-Willner-Stipendien (je 40.000 ÖS): Helen Meier für „Lichtempfindlich“ und Thomas Strittmatter für „Der Schwarzwursthammer“